# Juan Manuel Fabi
Juan Manuel Fabi (Bahía Blanca, 29 aprile 1982) è un ex cestista argentino con cittadinanza italiana.
Alto 1,91 m, pesa 79 kg, giocava come playmaker.

## Carriera
Fabi è cresciuto nel suo paese di nascita e la sua prima squadra è stato il Club FerroCarril Oeste, con cui ha giocato fino al 2001. Nella stagione 2001-02 ha giocato prima con il Río Negro, poi con il Club Estudiantes de Bahía Blanca, con cui è rimasto fino al 2003.
È poi giunto in Italia, ingaggiato dal Castellano Massafra. Lì è stato notato dall'Orlandina Basket, che lo ha ingaggiato nel 2004-05. Con la squadra siciliana ha conquistato la promozione in Serie A e due salvezze consecutive.

## Palmarès
- Promozione dalla Legadue alla Serie A: 1
Upea Capo d'Orlando 2004-05